# Mari Molid
Mari Kristine Søbstad Molid, född 8 augusti 1990 i Trondheim, är en norsk handbollsspelare som spelar som vänsternia.

## Karriär

### Klubblagsspel
Molid inledde sin karriär i Kolstad och kom sedan att spela till 2012 i Byåsen IL i Trondheim. Klubben vann två norska juniortitlar och ett norskt mästerskap 2007. År 2012-20+14 spelade hon för Levanger. År 2014 gick hon till Larvik HK. År 2016 inledde Molid en internationell karriär, bland annat med syftet att utveckla sitt anfallsspel, genom att spela för danska Randers HK under två säsonger till 2018 då hon återvände till Larviks HK. Vid den hör tiden hade klubben stora ekonomiska problem, vilket lett till att man dels tappat sina tidigare främsta spelare och inte längre tillhörde de ledande klubbarna i landet. Efter ett år i gick Molid vidare till klubben Molde. Inför semifinalen mot Vipers 2019 sades spelarna upp, vilket ledde till att Molid fick spela med ett juniorlag i semifinalen i norska mästerskapet 2019.

### Landslagsspel
Hon spelade i det norska ungdomslandslag som vann junior-EM 2009 och junior-VM 2010. Hon debuterade i A-landslaget mot Sverige  den 22 september 2010 och spelade i laget som vann guldmedaljen i EM 2010, Hon var sedan med och vann VM 2011 och  VM 2015. Mari Molid var också med och vann brons i OS 2016 i Rio de Janeiro. Har fram till 2019 spelat 107 landskamper för Norge och gjort 57 mål. Efter OS 2016 har hon bara spelat 7 landskamper och inga EM- eller VM-slutspel.